# Santa María Tecomavaca
Santa María Tecomavaca là một đô thị thuộc bang Oaxaca, México. Năm 2005, dân số của đô thị này là 1683 người.